# Wspólnota administracyjna Winterlingen
Wspólnota administracyjna Winterlingen – wspólnota administracyjna (niem. Vereinbarte Verwaltungsgemeinschaft) w Niemczech, w kraju związkowym Badenia-Wirtembergia, w rejencji Tybinga, w regionie Neckar-Alb, w powiecie Zollernalb. Siedziba wspólnoty znajduje się w miejscowości Winterlingen.
Wspólnota administracyjna zrzesza dwie gminy wiejskie:
- Straßberg, 2 598 mieszkańców, 24,91 km²
- Winterlingen, 6 473 mieszkańców, 50,64 km².